# Pero Antić
Pero Antić (Skopje, República Socialista de Macedonia, 29 de junio de 1982) es un exbaloncestista macedonio que disputó 18 temporadas como profesional. Con 2,11 metros de altura, jugaba en la posición de pívot.

## Características
Es un "cuatro" muy alto —2,11 m (6′ 11″)—, con un gran lanzamiento de tres puntos. Los triples son una de sus grandes especialidades, su promedio en el Eurobasket del año 2009 fue de un 43,5 % con 10 aciertos de 23 intentos en los 6 partidos jugados con su selección, un muy buen porcentaje si se tiene en cuenta la altura del jugador. Juega en muy pocas ocasiones pese a su gran estatura dentro de la zona, y cuando lo hace suele tirar muy cerca del aro y hacer mates, es por tanto el típico Ala-Pívot tirador que juega muy poco cerca del aro.
Aunque es un buen lanzador de 2 puntos, tuvo un promedio en el pasado europeo del 45,8 %, 11 aciertos de 24 intentos, por lo que no es tan fiable desde esta distancia; no es un buen lanzador de tiros libres: tuvo un 67 % en el pasado europeo con 23 de 34, y no es un gran reboteador pese a su altura pues apenas coge rebotes, lo que es normal teniendo en cuenta lo lejos que juega de la zona.

## Trayectoria

### Europa
Antic es un trotamundos del baloncesto europeo que hasta llegar a Olympiakos ha jugado en equipos de menos nivel, empezó su carrera en su Macedonia natal jugando en el Rabotnicki Skokje con el que logró la liga en el 2001 con 19 años antes de ir a Grecia donde recala en las filas del AEK Atenas B.C., en el conjunto heleno permanece hasta el 2005 siendo finalista de la liga griega en el 2003, era suplente en el conjunto heleno pero sí que tenía algunos minutos de calidad,y disputa durante 3 temporadas seguidas la Euroliga con el conjunto de la capital ateniense.
Se va a la liga serbia en 2005 para enrolarse en las filas del Estrella Roja Belgrado donde permanece hasta 2007 no tuvo una actuación muy destacada en el conjunto serbio, pero ganó la copa de Serbia con el conjunto del Estrella Roja.
En la 07/08 hizo una gran Eurocup (entonces ULEB Cup) con el PBC Lukoil Academic búlgaro. En el año 2008 juega en la liga rusa en el Lokomotiv de Rostov donde jugó la Eurocup con buenos números promediando 8 puntos de media en el conjunto ruso siendo además titular, y en esta liga intentara el macedonio hacerse un hueco.
A finales de 2009 abandona el Lokomotiv de Rostov y firma por el PBC Lukoil Academic de Bulgaria.
En 2010 firma con el BC Spartak de San Petersburgo.
Tras un gran europeo en 2011 firma por Olimpiakos BC.
Después de dos buenos años en el Olimpiakos BC, ganando en los dos años consecutivos la Euroliga (11-12/12-13), da el salto a la NBA y ficha por los Atlanta Hawks.

### NBA
El 25 de julio de 2013, Antić firma un contrato de dos años con Atlanta Hawks.
Tras varias sólidas actuaciones como titular en los Hawks, fue elegido para participar en el partido Rising Stars Challenge del All-Star Game de la NBA 2014, celebrado en New Orleans. Sin embargo, debido a una lesión en el tobillo derecho, Antić se vio obligado a perderse el fin de semana del All-Star, siendo reemplazado por Miles Plumlee de los Suns.
el 6 de abril de 2014, registra 18 puntos, su mejor marca de la temporada ante Indiana Pacers.
En su segunda temporada, el 20 de marzo de 2015 ante Oklahoma City Thunder, logró la máxima anotación de su carrera en la NBA, con 22 puntos.

### Regreso a Europa
Tras dos temporadas en Atlanta, regresó a Europa, firmando, el 30 de junio de 2015, por dos temporadas con el Fenerbahçe turco. Esa temporada ganó la Liga, la Copa y llegó a la final de la Euroliga.
En su segunda temporada ganó de nuevo la Liga turca, y la Euroliga, siendo su tercer título europeo, el primero para el club en esta competición.
En septiembre de 2017, regresó al Estrella Roja de Belgrado, para disputar su última temporada como profesional, la 2017–18.

## Selección nacional
Antić representó a su país a nivel juvenil y a nivel absoluto.
Disputó una edición de la División B del Eurobasket (2005) y cuatro de la División A (2007, 2009, 2011 y 2013). Asimismo también jugó el Torneo Preolímpico FIBA 2012. 

## Estadísticas de su carrera en la NBA

### Temporada regular
| Año     | Equipo  | PJ  | PT | MPP  | %TC  | %3P  | %TL  | RPP | APP | ROB | TPP | PPP |
| ------- | ------- | --- | -- | ---- | ---- | ---- | ---- | --- | --- | --- | --- | --- |
| 2013-14 | Atlanta | 50  | 26 | 18.5 | .418 | .327 | .758 | 4.2 | 1.2 | .4  | .2  | 7.0 |
| 2014-15 | Atlanta | 63  | 3  | 16.5 | .365 | .301 | .715 | 3.0 | .8  | .3  | .2  | 5.7 |
| Total   | Total   | 113 | 29 | 17.4 | .392 | .314 | .730 | 3.5 | .9  | .3  | .2  | 6.3 |

### Playoffs
| Año   | Equipo  | PJ | PT | MPP  | %TC  | %3P  | %TL  | RPP | APP | ROB | TPP | PPP |
| ----- | ------- | -- | -- | ---- | ---- | ---- | ---- | --- | --- | --- | --- | --- |
| 2014  | Atlanta | 7  | 7  | 24.3 | .167 | .120 | .625 | 3.9 | .7  | .7  | .4  | 3.1 |
| 2015  | Atlanta | 15 | 1  | 13.3 | .320 | .344 | .800 | 2.9 | .3  | .1  | .2  | 4.2 |
| Total | Total   | 22 | 8  | 16.8 | .250 | .246 | .758 | 3.2 | .4  | .3  | .3  | 3.9 |

### Euroliga
| Año     | Equipo        | PJ  | PT | MPP  | %TC  | %3P  | %TL  | RPP | APP | ROB | TPP | PPP | Val. |
| ------- | ------------- | --- | -- | ---- | ---- | ---- | ---- | --- | --- | --- | --- | --- | ---- |
| 2001–02 | AEK           | 7   | 1  | 4.6  | .500 | .000 | .000 | 1.1 | .1  | .1  | .0  | .9  | .1   |
| 2002–03 | AEK           | 12  | 3  | 15.0 | .395 | .294 | .600 | 2.5 | 1.1 | .3  | .3  | 4.3 | 1.8  |
| 2003–04 | AEK           | 3   | 0  | 7.3  | .333 | .250 | .000 | 1.7 | .0  | .3  | .3  | 2.3 | .3   |
| 2004–05 | AEK           | 15  | 0  | 11.5 | .393 | .333 | .593 | 2.9 | .5  | .3  | .4  | 4.6 | 2.7  |
| 2011–12 | Olympiacos    | 22  | 18 | 18.7 | .350 | .250 | .772 | 4.3 | .8  | .5  | .3  | 7.2 | 7.3  |
| 2012–13 | Olympiacos    | 31  | 4  | 18.1 | .354 | .261 | .659 | 3.5 | .7  | .4  | .2  | 6.0 | 5.3  |
| 2015–16 | Fenerbahçe    | 23  | 10 | 21.1 | .388 | .373 | .769 | 4.3 | .7  | .2  | .0  | 8.0 | 8.4  |
| 2016–17 | Fenerbahçe    | 31  | 11 | 13.5 | .333 | .338 | .744 | 2.4 | .6  | .4  | .1  | 4.2 | 4.5  |
| 2017–18 | Crvena zvezda | 18  | 2  | 18.2 | .317 | .274 | .771 | 3.4 | 1.1 | .7  | .1  | 6.2 | 6.2  |
| Total   | Total         | 162 | 49 | 16.1 | .357 | .299 | .716 | 3.3 | .7  | .4  | .2  | 5.6 | 5.0  |

## Vida personal
Antić nació en Skopje, RFS de Yugoslavia (hoy en día Macedonia del Norte).
Antić se casó en 2006 con su esposa Ružica, que cumple años el mismo día que él. Tienen un hijo llamado Luka.
Además de la nacionalidad macedonia, también tiene la ciudadanía búlgara.
Tras el FIBA EuroBasket 2011 en Lituania, se le concedió el título académico Honoris causa, por la FON University en Skopje.

### Altercado en NY
El 8 de abril de 2015, Antić y su compañero en los Hawks Thabo Sefolosha, fueron arrestados a la salida de un club nocturno en New York City, por interferir presuntamente con la policía después de que Chris Copeland, de los Pacers, fuera apuñalado en el abdomen tras una pelea. Durante el altercado, los agentes de la policía de Nueva York fracturaron la pierna derecha de Sefolosha. Su implicación en los hechos fue descartada, y cerraron su caso el 9 de septiembre de 2015.